# بسته مقیاس-تراشه‌ای

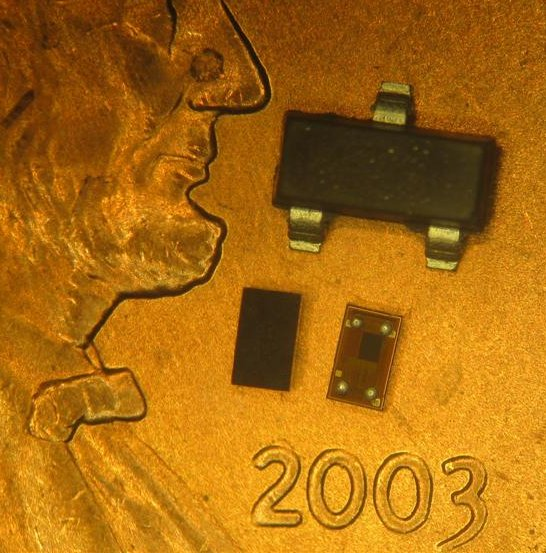
بالا و پایین یک بسته WL-CSP روی یک پنی آمریکایی قراردارد. در بالا سمت راست، بسته SOT23 برای مقایسه نشان داده شده‌است.

بسته مقیاس تراشه‌ای یا بسته مقیاس-تراشه (CSP) نوعی بسته مدار مجتمع است.
در اصل، CSP مخفف بسته‌بندی با اندازهٔ تراشه بود. از آنجایی که فقط تعداد کمی از بسته‌ها اندازهٔ تراشه دارند، معنای مخفف آن با بسته‌بندی در مقیاس تراشه تطبیق داده شد. طبق استاندارد IPC J-STD-012، پیاده‌سازی فناوری فلیپ فلاپ و مقیاس تراشه، به منظور واجد شرایط بودن به عنوان مقیاس تراشه، بسته باید مساحتی بیش از ۱٫۲ برابر دای نداشته باشد و باید تک-دای، بسته قابل‌نصب مستقیم روی سطح باشد. معیار دیگری که اغلب برای واجد شرایط بودن این بسته‌ها به عنوان CSP اعمال می‌شود این است که گام توپی آنها نباید بیشتر از ۱ میلی‌متر باشد.
این مفهوم برای اولین بار توسط جوینچی کاسایی از فوجیتسو و ژن موراکامی از هیتاچی کابل در سال ۱۹۹۳ ارائه شد. اما اولین نمایش مفهومی از میتسوبیشی الکتریک بود.
دای ممکن است بر روی یک میان‌پوست نصب شود که بر روی آن پدها یا توپی‌ها شکل می‌گیرند، مانند بسته‌بندی آرایه مشبک توپی تراشه برگردان(BGA)، یا پدها ممکن است مستقیماً روی ویفر سیلیکونی زدایش‌شده یا چاپ‌شوند و در نتیجه بسته‌ای بسیار نزدیک به اندازه دای سیلیکونی: به چنین بسته‌بندی بسته هم‌سطح-ویفر (WLP) یا بسته‌بندی مقیاس تراشه در سطح ویفر (WL-CSP) گفته می‌شود. WL-CSP از دهه ۱۹۹۰ در حال توسعه بود و چندین شرکت از اوایل سال ۲۰۰۰ تولید حجمی را آغاز کردند، مانند مهندسی نیم‌رسانای پیشرفته (ASE).